# Václav Matas
Václav Matas (8. května 1913, Nebílovy – 1967) byl český malíř a ilustrátor.

## Život
V letech 1938–1940 studoval na pražské Akademii výtvarných umění v ateliérech profesorů Jakuba Obrovského a Vratislava Nechleby a dále soukromě u Kalmana Keményho v Plzni..

## Dílo
Tvořil jak komorní díla, tak díla pro architekturu či jako ilustrátor knih. V 50. letech 20. století vystavoval na kolektivních výstavách v Praze. Jeho dílo se nachází například ve výpravní budově klatovského nádraží. V duchu socialistického realismu zde vytvořil dlouhé sgrafito zobrazující život v regionu.